# Chiaroscuro (miniserie televisiva)
Chiaroscuro è una miniserie televisiva italiana.

## Descrizione
Nel formato originario, la fiction è composta da due puntate che vennero trasmesse in prima visione da Rai 2 il 1º e 2 gennaio 2003. La regia è di Tomaso Sherman.

## Trama
Una storia romana e insieme multietnica, visto che il fulcro delle vicende narrate è tutto in un palazzone abitato da polacchi, cinesi, africani. Sandra è la ricca principessa Corsieri, italo-americana, professione architetto, incaricata di ristrutturare lo stabile. Qui incontra Cesare, povero ma bello, se ne innamora e diventa amica di suo nonno, Sor Peppe.